# Ela Tornou-se Freira
Ela Tornou-se Freira é um filme brasileiro lançado em fevereiro de 1972, dirigido por Pereira Dias, e produzido pela Teixeirinha Produções. O filme teve um público de 1 689 470 espectadores, sendo o quinto filme mais assistido de 1972.

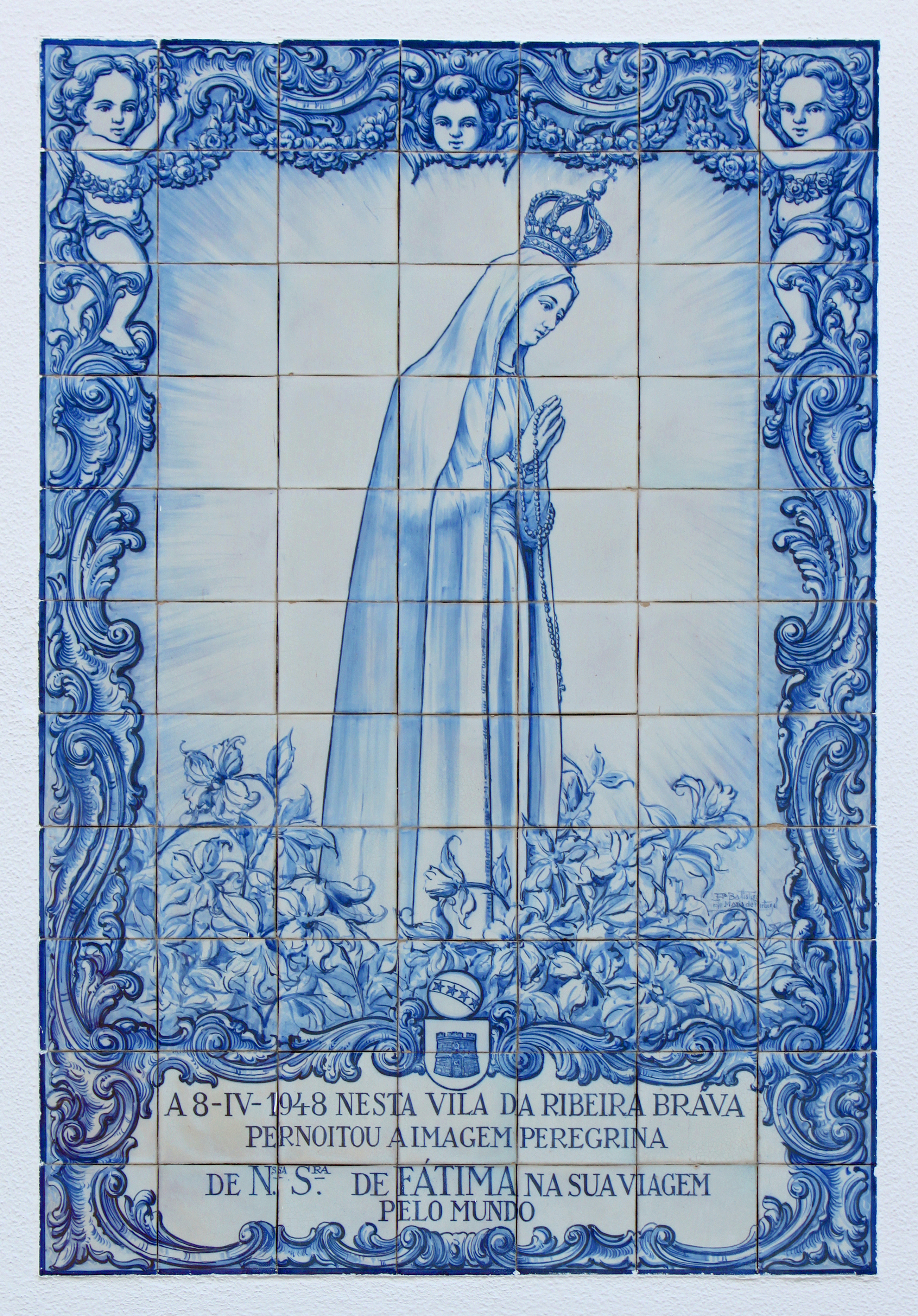
Direção: Pereira Dias

## Sinopse
Envolvido por uma trama internacional, Teixeirinha acaba virando “isca” para a ação de uma perigosa quadrilha quando recebe de presente, um violão “muito especial” que chegou da Itália. Sandra, mulher de um famoso empresário paulista, tenta seduzir Teixeirinha para poder conseguir o violão. E pelo maior dos azares, Mary acaba pegando os dois em flagrante e não suportando a traição, retorna para o convento onde foi criada, abandonando seu parceiro e sua carreira artística. Agora, Teixeirinha terá que seguir sozinho seu caminho. Mas, enquanto isso Dom Chiquito, vivido por Jimmy Pipiolo, sentindo-se responsável pela separação da dupla, começa a investigar o motivo que levou aquela mulher a se aproximar de Teixeirinha e lhe causar tanta confusão e tristeza. Tem como cenário a capital gaúcha, Porto Alegre.

## Elenco
- Teixeirinha
- Mary Terezinha
- Jimmy Pipiolo
- Maria Celoy
- Carlos Castilhos
- Rosana Martins
- Ricardo Hoeper
- Suely Silva
- Rui Favalle Bastide
- Dina Perez
- Nelson Lima
- Thêmis Ferreira
- Maximiano Bogo
- Nelson Campos
- Dilmar Machado
- Elias Kalil Pocos
- Homero Coimbra